# Ara: History Untold
Ara: History Untold — глобальная пошаговая стратегия, разработанная студией Oxide Games и изданная Xbox Game Studios. Об игре было объявлено на мероприятии Xbox and Bethesda Showcase 2022. Игра посвящена созданию и руководству нацией на протяжении хода альтернативной истории. Релиз игры для Windows состоялся 24 сентября 2024 года.

## Игровой процесс
Ara: History Untold — это глобальная пошаговая стратегия. Игра позволяет игрокам создавать и вести свою нацию сквозь альтернативную историю. В игре представлен динамичный живой мир, где игроки могут исследовать новые земли, развивать искусство и культуру, вести дипломатию и участвовать в стратегических военных действиях. Игровой мир наполнен множеством биомов и культур, а граждане динамично реагируют на различные условия, такие как здоровье, болезнь, война и мир. Игроки могут строить многочисленные улучшения, от кузниц до библиотек и монументальных триумфов архитектуры. Игра предлагает нелинейное древо технологий и национальную экономику ремёсел. Все действия игроков выполняются одновременно. Игроки могут заниматься дипломатией, формировать союзы и управлять военными силами. Игра поддерживает как синхронный, так и асинхронный многопользовательские режимы.

## Разработка
Игра разработана Oxide Games, американской компанией — разработчиком видеоигр из Лютервилля-Тимониума (штат Мэриленд), с использованием их собственного движка Nitrous Engine, который использовался при разработке Ashes of the Singularity. Некоторые члены Oxide Game работали в студии Firaxis Games, разрабатывающей франшизу Civilization; Ara: History Untold во многом похожа на эту серию. Об игре впервые было объявлено в 2022 году на мероприятии Xbox Bethesda Showcase. В июне 2024 года Oxide Games официально объявила о том, что игра выйдет 24 сентября 2024 года для Windows.

## Отзывы
| Иноязычные издания    | Иноязычные издания |
| Издание               | Оценка             |
| --------------------- | ------------------ |
| Edge                  | 6/10               |
| Русскоязычные издания |                    |
| Издание               | Оценка             |
| StopGame.ru           | Похвально          |